# Llista de monuments de Corbera de Llobregat
Llista de monuments de Corbera de Llobregat inclosos en l'Inventari del Patrimoni Arquitectònic Català per al municipi de Corbera de Llobregat (Baix Llobregat). Inclou els inscrits en el Registre de Béns Culturals d'Interès Nacional (BCIN) amb la classificació de monuments històrics i els Béns Culturals d'Interès Local (BCIL) de caràcter arquitectònic.
| Monument                                                                      | Protecció    | Estil/època                          | Localització                                                                                                 | Coordenades                                          | Codi?         | Imatge |
| ----------------------------------------------------------------------------- | ------------ | ------------------------------------ | --- | ---------------------------------------------------- | ------------- | --- |
| antic Castell de Corbera                                                      | BCIN 804-MH  | Medieval                             | Corbera de Llobregat C. de l'Església - pl. de l'Església                                                    | 41° 25′ 04″ N, 1° 55′ 21″ E / 41.417797°N,1.922504°E | RI-51-0005464 | Antic Castell de Corbera (Corbera de Llobregat) · Vegeu més fotos d'aquest monument · Carregueu una nova foto d'aquest monument                              |
| Casal de Santa Magdalena, Casal dels Barons de Corbera                        | BCIN 805-MH  | Gòtic tardà XVI                      | Corbera de Llobregat C. Major, 1-3                                                                           | 41° 25′ 08″ N, 1° 55′ 26″ E / 41.418892°N,1.923835°E | RI-51-0005465 | Casal de Santa Magdalena (Corbera de Llobregat) · Vegeu més fotos d'aquest monument · Carregueu una nova foto d'aquest monument                              |
| Creu Nova, Creu del Pontarró, creu de terme                                   | BCIN 3982-MH | Gòtic XV, XVI                        | Corbera de Llobregat C. Camí de la Creu - C. Font del Puntarró                                               | 41° 25′ 07″ N, 1° 55′ 42″ E / 41.418517°N,1.928339°E | IPA-18359     | Creu Nova (Corbera de Llobregat) · Vegeu més fotos d'aquest monument · Carregueu una nova foto d'aquest monument                                             |
| Església parroquial de Santa Maria de Corbera                                 | BCIL         | Romànic, neoclassicisme XII, XVIII   | Corbera de Llobregat Pl. de l'Església, 1                                                                    | 41° 25′ 05″ N, 1° 55′ 23″ E / 41.418062°N,1.923033°E | IPA-18352     | Església parroquial de Santa Maria de Corbera (Corbera de Llobregat) · Vegeu més fotos d'aquest monument · Carregueu una nova foto d'aquest monument         |
| Església parroquial de Sant Antoni de Corbera de Baix                         |              | Monumentalisme academicista XX       | Corbera de Llobregat C. Sant Antoni Abat, 32, Corbera de Baix                                                | 41° 24′ 53″ N, 1° 55′ 48″ E / 41.414649°N,1.929886°E | IPA-18353     | Església parroquial de Sant Antoni de Corbera de Baix (Corbera de Llobregat) · Vegeu més fotos d'aquest monument · Carregueu una nova foto d'aquest monument |
| Casa Rectoral, o Rectoria                                                     | BCIL         | Historicisme XX                      | Corbera de Llobregat Pl. de l'Església, 1                                                                    | 41° 25′ 05″ N, 1° 55′ 23″ E / 41.418079°N,1.922925°E | IPA-18358     | Casa Rectoral (Corbera de Llobregat) · Vegeu més fotos d'aquest monument · Carregueu una nova foto d'aquest monument                                         |
| Creu de Coll Roig, creu de terme                                              |              | Obra popular XVIII                   | Corbera de Llobregat Carena del coll d'en Roig                                                               | 41° 25′ 06″ N, 1° 55′ 11″ E / 41.418246°N,1.919644°E | IPA-18360     | Creu de Coll Roig (Corbera de Llobregat) · Vegeu més fotos d'aquest monument · Carregueu una nova foto d'aquest monument                                     |
| Capella de Sant Cristòfol                                                     |              | Preromànic, romànic X, XI            | Corbera de Llobregat Av. de l'Ermita, 12, l'Amunt                                                            | 41° 24′ 53″ N, 1° 54′ 10″ E / 41.414681°N,1.902748°E | IPA-18361     | Capella de Sant Cristòfol (Corbera de Llobregat) · Vegeu més fotos d'aquest monument · Carregueu una nova foto d'aquest monument                             |
| L'Escola Vella, antic Hospital de Pelegrins                                   |              | Gòtic tardà XVII                     | Corbera de Llobregat C. Major, 14-16, Corbera de Dalt                                                        | 41° 25′ 04″ N, 1° 55′ 22″ E / 41.417708°N,1.922812°E | IPA-18362     | L'Escola Vella (Corbera de Llobregat) · Vegeu més fotos d'aquest monument · Carregueu una nova foto d'aquest monument                                        |
| Casa Homs                                                                     |              | Noucentisme XX Inici                 | Corbera de Llobregat Carreró de Santa Magdalena, 17, Corbera de Dalt                                         | 41° 25′ 03″ N, 1° 55′ 26″ E / 41.417555°N,1.923760°E | IPA-18363     | Casa Homs (Corbera de Llobregat) · Vegeu més fotos d'aquest monument · Carregueu una nova foto d'aquest monument                                             |
| Cal Rei                                                                       |              | Obra popular XIX                     | Corbera de Llobregat C. Canigó, 2, Corbera de Dalt                                                           | 41° 25′ 01″ N, 1° 55′ 11″ E / 41.416932°N,1.919714°E | IPA-18364     | Cal Rei (Corbera de Llobregat) · Vegeu més fotos d'aquest monument · Carregueu una nova foto d'aquest monument                                               |
| Cal Bessó                                                                     |              | Obra popular XVIII                   | Corbera de Llobregat C. Canigó, 12                                                                           | 41° 25′ 02″ N, 1° 55′ 12″ E / 41.417097°N,1.920058°E | IPA-18365     | Cal Bessó (Corbera de Llobregat) · Vegeu més fotos d'aquest monument · Carregueu una nova foto d'aquest monument                                             |
| Can Passasserres                                                              |              | Obra popular XVIII                   | Corbera de Llobregat C. Canigó, 22, Corbera de Dalt                                                          | 41° 25′ 04″ N, 1° 55′ 15″ E / 41.41779°N,1.920956°E  | IPA-18366     | Can Passasserres (Corbera de Llobregat) · Vegeu més fotos d'aquest monument · Carregueu una nova foto d'aquest monument                                      |
| Cal Cafeter                                                                   |              | Obra popular XVIII                   | Corbera de Llobregat C. Raval, 2, Corbera de Dalt                                                            | 41° 25′ 04″ N, 1° 55′ 18″ E / 41.417716°N,1.921663°E | IPA-18367     | Cal Cafeter (Corbera de Llobregat) · Vegeu més fotos d'aquest monument · Carregueu una nova foto d'aquest monument                                           |
| Cal Marxant                                                                   |              | Obra popular XVIII                   | Corbera de Llobregat C. Raval, 14, Corbera de Dalt                                                           | 41° 25′ 03″ N, 1° 55′ 14″ E / 41.417462°N,1.920602°E | IPA-18368     | Cal Marxant (Corbera de Llobregat) · Vegeu més fotos d'aquest monument · Carregueu una nova foto d'aquest monument                                           |
| Cal Teixidor                                                                  |              | Obra popular XVII                    | Corbera de Llobregat C. Major, 13, Corbera de Dalt (enderrocat)                                              | 41° 25′ 06″ N, 1° 55′ 25″ E / 41.418228°N,1.923509°E | IPA-18369     | Cal Teixidor (Corbera de Llobregat) · Vegeu més fotos d'aquest monument · Carregueu una nova foto d'aquest monument                                          |
| Ca n'Aragall                                                                  |              | Eclecticisme XVII, XX                | Corbera de Llobregat C. Llorer, 14                                                                           | 41° 25′ 37″ N, 1° 54′ 49″ E / 41.427080°N,1.913693°E | IPA-18370     | Ca n'Aragall (Corbera de Llobregat) · Vegeu més fotos d'aquest monument · Carregueu una nova foto d'aquest monument                                          |
| Can Canals                                                                    |              | Gòtic tardà, obra popular XVII       | Corbera de Llobregat Carretera BV 2425                                                                       | 41° 25′ 30″ N, 1° 53′ 46″ E / 41.425112°N,1.896134°E | IPA-18371     | Can Canals (Corbera de Llobregat) · Vegeu més fotos d'aquest monument · Carregueu una nova foto d'aquest monument                                            |
| Can Canonge                                                                   |              | Obra popular XVIII                   | Corbera de Llobregat Av. Can Canonge, 116 bis                                                                | 41° 26′ 08″ N, 1° 57′ 22″ E / 41.435545°N,1.956234°E | IPA-18373     | Can Canonge (Corbera de Llobregat) · Vegeu més fotos d'aquest monument · Carregueu una nova foto d'aquest monument                                           |
| Casa Cremada, agrupació de tres masies: Ca n'Isidre, Can Baliarda, Can Miquel |              | Obra popular XVIII, XIX              | Corbera de Llobregat Entre la riera de Corbera i la urbanització Creu de l'Aragall                           | 41° 25′ 27″ N, 1° 54′ 26″ E / 41.424281°N,1.907206°E | IPA-18374     | Casa Cremada (Corbera de Llobregat) · Vegeu més fotos d'aquest monument · Carregueu una nova foto d'aquest monument                                          |
| Cal Coix, les Elvires, Can Faci, Can Vendrell                                 |              | Obra popular, gòtic tardà XVI, XVIII | Corbera de Llobregat La Vall                                                                                 | 41° 26′ 05″ N, 1° 57′ 15″ E / 41.434850°N,1.954175°E | IPA-18375     | Cal Coix (Corbera de Llobregat) · Vegeu més fotos d'aquest monument · Carregueu una nova foto d'aquest monument                                              |
| Can Coll                                                                      |              | Obra popular XIII                    | Corbera de Llobregat Ctra. Sant Andreu de la Barca                                                           | 41° 25′ 47″ N, 1° 56′ 31″ E / 41.429675°N,1.941823°E | IPA-18376     | Can Coll (Corbera de Llobregat) · Vegeu més fotos d'aquest monument · Carregueu una nova foto d'aquest monument                                              |
| Can Llopart                                                                   |              | Obra popular, gòtic XVII             | Corbera de Llobregat La Vall                                                                                 | 41° 26′ 00″ N, 1° 56′ 44″ E / 41.433376°N,1.945581°E | IPA-18377     | Can Llopart (Corbera de Llobregat) · Vegeu més fotos d'aquest monument · Carregueu una nova foto d'aquest monument                                           |
| Can Montmany de Maspassoles                                                   |              | Obra popular                         | Corbera de Llobregat C. Mare de Déu de Lourdes, 15-19                                                        | 41° 25′ 32″ N, 1° 57′ 40″ E / 41.425535°N,1.960978°E | IPA-18378     | Can Montmany de Maspassoles (Corbera de Llobregat) · Vegeu més fotos d'aquest monument · Carregueu una nova foto d'aquest monument                           |
| Can Moriscot                                                                  |              | Obra popular XVIII, XIX              | Corbera de Llobregat Desviament de la ctra. de Sant Andreu de la Barca                                       | 41° 25′ 52″ N, 1° 56′ 07″ E / 41.431127°N,1.935157°E | IPA-18379     | Can Moriscot (Corbera de Llobregat) · Vegeu més fotos d'aquest monument · Carregueu una nova foto d'aquest monument                                          |
| Mas Panyella                                                                  |              | Obra popular, gòtic XVIII            | Corbera de Llobregat Ctra. a Gelida                                                                          | 41° 25′ 04″ N, 1° 54′ 03″ E / 41.417725°N,1.900735°E | IPA-18380     | Mas Panyella (Corbera de Llobregat) · Vegeu més fotos d'aquest monument · Carregueu una nova foto d'aquest monument                                          |
| Can Planas                                                                    |              | Obra popular, gòtic XVII, XVIII      | Corbera de Llobregat Prop de la Urbanització la Servera                                                      | 41° 24′ 38″ N, 1° 54′ 48″ E / 41.410432°N,1.913360°E | IPA-18381     | Can Planas (Corbera de Llobregat) · Vegeu més fotos d'aquest monument · Carregueu una nova foto d'aquest monument                                            |
| Can Rigol                                                                     |              | Obra popular, gòtic XVI              | Corbera de Llobregat Ctra. a Sant Ponç, l'Amunt                                                              | 41° 24′ 28″ N, 1° 54′ 32″ E / 41.407677°N,1.908849°E | IPA-18382     | Carregueu una nova foto d'aquest monument |
| Can Roca                                                                      |              | Obra popular XVIII                   | Corbera de Llobregat Camí de Sant Ponç per l'Amunt                                                           | 41° 24′ 34″ N, 1° 54′ 28″ E / 41.40939°N,1.90774°E   | IPA-18384     | Carregueu una nova foto d'aquest monument |
| Can Tonijoan                                                                  |              | Obra popular XVIII, XIX              | Corbera de Llobregat Ctra. a l'Amunt, Corbera de Dalt                                                        | 41° 24′ 47″ N, 1° 54′ 17″ E / 41.412944°N,1.904716°E | IPA-18385     | Can Tonijoan (Corbera de Llobregat) · Vegeu més fotos d'aquest monument · Carregueu una nova foto d'aquest monument                                          |
| Societat de Sant Telm, Ateneu, Ateneu de Sant Telm                            |              | Noucentisme XX                       | Corbera de Llobregat C. Andreu Cerdà, 12-14, Corbera de Dalt                                                 | 41° 25′ 02″ N, 1° 55′ 21″ E / 41.417335°N,1.922399°E | IPA-18386     | Societat de Sant Telm (Corbera de Llobregat) · Vegeu més fotos d'aquest monument · Carregueu una nova foto d'aquest monument                                 |
| Can Baiona                                                                    |              | Obra popular XVII                    | Corbera de Llobregat Ctra. de Sant Andreu                                                                    | 41° 25′ 28″ N, 1° 56′ 00″ E / 41.424436°N,1.933315°E | IPA-18387     | Can Baiona (Corbera de Llobregat) · Vegeu més fotos d'aquest monument · Carregueu una nova foto d'aquest monument                                            |
| Forn de coure guix                                                            |              | Obra popular XIX Final               | Corbera de Llobregat Carretera de Gelida                                                                     | 41° 24′ 58″ N, 1° 54′ 33″ E / 41.416164°N,1.909029°E | IPA-18394     | Forn de coure guix (Corbera de Llobregat) · Vegeu més fotos d'aquest monument · Carregueu una nova foto d'aquest monument                                    |
| Borja de Sant Ponç - Can Rigol                                                |              | Obra popular XVIII                   | Corbera de Llobregat Prop del camí de Sant Ponç a C. Baixa, barri de Can Rigol                               | 41° 24′ 25″ N, 1° 54′ 50″ E / 41.406942°N,1.913897°E | IPA-18395     | Borja de Sant Ponç - Can Rigol (Corbera de Llobregat) · Vegeu més fotos d'aquest monument · Carregueu una nova foto d'aquest monument                        |
| Borja del Serral d'en Roig                                                    |              | Obra popular XVII, XVIII             | Corbera de Llobregat Vessant nord del serral d'en Roig, entre les Parretes i el Bonrepós, sobre el Camí Ral  | 41° 25′ 03″ N, 1° 54′ 58″ E / 41.417537°N,1.916090°E | IPA-18397     | Borja del Serral d'en Roig (Corbera de Llobregat) · Vegeu més fotos d'aquest monument · Carregueu una nova foto d'aquest monument                            |
| Els Fitons                                                                    |              | Obra popular XVIII, XX               | Corbera de Llobregat Prop de la riera de Corbera, camí de la Font de les Febres i els Herbatges              | 41° 25′ 18″ N, 1° 54′ 13″ E / 41.421642°N,1.903505°E | IPA-18402     | Els Fitons (Corbera de Llobregat) · Vegeu més fotos d'aquest monument · Carregueu una nova foto d'aquest monument                                            |
| Cal Quim dels Duros                                                           |              | Gòtic XVI                            | Corbera de Llobregat Pl. de l'Església, Corbera de Dalt                                                      | 41° 25′ 05″ N, 1° 55′ 22″ E / 41.417925°N,1.922868°E | IPA-18403     | Carregueu una nova foto d'aquest monument |
| Can Deu                                                                       |              | Gòtic tardà XVII, XVIII              | Corbera de Llobregat Desviament de la ctra. de Sant Andreu, l'Avall                                          | 41° 25′ 47″ N, 1° 57′ 00″ E / 41.429652°N,1.950105°E | IPA-18404     | Carregueu una nova foto d'aquest monument |
| Masia Can Roig                                                                | BCIL 1987    | Obra popular XIX Final, XX           | Corbera de Llobregat C. Casanova, 4                                                                          | 41° 24′ 45″ N, 1° 55′ 39″ E / 41.412574°N,1.927563°E | IPA-19440     | Masia Can Roig (Corbera de Llobregat) · Vegeu més fotos d'aquest monument · Carregueu una nova foto d'aquest monument                                        |
| Pou de glaç                                                                   | BCIL 2007    | Obra popular XVII-XVIII              | Corbera de Llobregat L'Avall, a tocar de la línia de ferrocarril, entre la riera de Corbera i el canal Sedó. | 41° 26′ 29″ N, 1° 58′ 47″ E / 41.441377°N,1.979854°E | IPA-30956     | Carregueu una nova foto d'aquest monument |
| Forn de guix dels Guixots 2                                                   |              | Obra popular XIX-XX                  | Corbera de Llobregat BV-2421                                                                                 |                                                      | IPA-40738     | Carregueu una nova foto d'aquest monument |
| Forn de calç dels Guixots 1                                                   |              | Obra popular XIX-XX                  | Corbera de Llobregat                                                                                         |                                                      | IPA-40739     | Carregueu una nova foto d'aquest monument |
| Molí fariner de Can Planas                                                    |              | Obra popular                         | Corbera de Llobregat                                                                                         |                                                      | IPA-40741     | Carregueu una nova foto d'aquest monument |
| Aqüeducte del Mas d'en Puig                                                   |              | Obra popular XIX-XX                  | Corbera de Llobregat Mas d'en Puig                                                                           | 41° 26′ 24″ N, 1° 58′ 36″ E / 41.43999°N,1.97659°E   | IPA-45048     | Carregueu una nova foto d'aquest monument |